# Rosa Torres Molina
Rosa Torres Molina (València, 17 de setembre de 1948) és una pintora i gravadora valenciana.

## Biografia
El seu pare, Luis Torres Pastor, era professor de dibuix. A causa d'això, va passar els seus primers vint anys de vida al País Basc, en Llodio, on es va traslladar la seua família quan el pare va obtenir una plaça com a catedràtic.
Va estudiar Batxiller i Magisteri a Bilbao. Cap a finals dels 60 va tornar a València per estudiar Belles arts a l'Escola de Sant Carles de València, on ben ràpidament va començar a relacionar-se amb els artistes més avantguardistes del moment: Juan Antonio Toledo, Equip Crònica, Equip Realitat, Jordi Teixidor etc. Entre les seues influències es destaca el Pop Art, Op Art i l'Impressionisme.
En 1982 va participar en la Biennal de Venècia amb obres de gran format i també ha participat en diverses fires nacionals i internacionals
Ha col·laborat en diverses edicions conjuntes amb poetes i escriptors: Martí Domínguez, Lourdes Ortiz, María Josep Escrivà, Marc Granell, Toni Mestre, Isidre Martínez, Tono Fornes.
La seua obra està exempta de falses pretensions, i al llarg de la seua extensa trajectòria s'ha mantingut fidel a un llenguatge personal i inconfusible. Des dels seus inicis sempre ha basat la pintura en imatges reals ben siguen paisatges, animals salvatge i/o composicions clàssiques.
En els seus primers anys aborda els temes mitjançant un procediment pictòric que s'acosta a l'abstracció gestual que evoluciona cap a una major síntesi de formes i colors mitjançant la reducció de tot element anecdòtic per la síntesi de la imatge, l'ús de les tintes planes de tons vius i el protagonisme del traç negre. El treball per sèries ha estat una constant en tota la seva obra des dels primers anys de la dècada dels 70. Ha produït més de cent edicions d'obra gràfica, entre gravats, serigrafies, cartells, portades de llibres i objectes diversos que testimonien el seu interès per l'art seriat. Part d'ells recollits en “Rosa Torres, 1972 / 2000, Obra gràfica i múltiples”, catàleg editat per Caixa Rural de Torrent, en 2001.
Des de principis dels anys 70 fins al 2008 va exposar regularment en la Galeria Sen de Madrid Arxivat 2018-05-05 a Wayback Machine. i ha treballat regularment amb diverses galeries d'art espanyoles de València, Madrid, Barcelona o Sant Sebastià.